# İoanna Kuçuradi
İoanna Kuçuradi (en grec moderne : Ιωάννα Κουτσουραντί (née le 4 octobre 1936 à Istanbul) est une philosophe turque d'origine grecque. Ses travaux concernent principalement l'éthique et les droits de l'homme.

## Biographie
İoanna Kuçuradi est née le 4 octobre 1936 à Istanbul, sa langue natale est le turc et dispose de la nationalité turque depuis sa naissance, bien que son nom, grec (le port de noms en langue étrangère de ressortissants turcs est rare), laisse penser, en Turquie, le contraire,. Elle est à l'école secondaire dans un établissement grec, le lycée Zapyon, et y lit Criton et Apologie de Socrate qui la marquent profondément.
İoanna Kuçuradi est diplômée du département de philosophie de l'université d'Istanbul en 1963 et devient l'assistante de Takiyettin Mengüşoğlu. En 1965 elle obtient le grade de docteur après avoir soutenu sa thèse Le problème de l'humain chez Schopenhauer et Nietzsche (en turc : Schopenhauer ve Nietzsche'de İnsan Problemi). Elle obtient le grade de maître de conférence en 1970 et celui de professeur des universités en 1978.

### Parcours institutionnel
De 1965 à 1968 elle enseigne le latin et la littérature à l'université Atatürk. En 1969 elle fonde le département de philosophie de l'université Hacettepe d'Ankara dont elle assure la direction jusqu'à sa retraite en 2003,. En 1981 elle y rend obligatoire un cours d'introduction aux droits de l'homme dans le contexte du régime militaire suivant le coup d'État de 1980.
En 1980 elle devient présidente de l'Association philosophique de Turquie (en turc : Türkiye Felsefe Kurumu) et membre de la commission de travail de philosophie de l'Unesco.
De 1988 à 1998 elle est secrétaire générale de la Fédération internationale des sociétés de philosophie, en est la présidente de 1998 à 2003 et présidente honoraire à partir de 2003.
De 1994 à 1996 elle est la première présidente élue du Haut Conseil consultatif sur les droits de l'homme qui déploie dans l'enseignement primaire et secondaire l'éducation aux droits de l'homme.
En 1998 elle fait partie de la commission d'enquête aux droits de l'homme de la Grande Assemblée nationale de Turquie et effectue des visites dans des prisons.
En 2003 elle est chargée de la direction du 21e Congrès mondial de philosophie qui se tient à Istanbul.

## Travaux
Ses travaux portent principalement sur les concepts d'éthique, de valeur, de liberté et de droits humains.

## Hommages
En hommage, la municipalité de Maltepe[Quoi ?] ouvre en mars 2016 un Centre d'information pour les femmes İoanna Kuçuradi.

## Distinctions
- 1996 : Médaille Goethe[1]
- 1996 : Docteur honoris causa de l'université de Crète[1]
- 1996 : Grand prix de l'Académie des sciences de Turquie
- 1995 et 1996 : prix de l'excellence scientifique de l'université Hacettepe[1]
- 2000 : Docteur honoris causa de l'université Ricardo Palma[1]
- 2000 : prix de la liberté de la presse de l'Association des journalistes de Turquie[1]
- 2001 : Commandeur de l'ordre du Mérite de la République fédérale d'Allemagne[1]
- 2002 : prix pour l'éducation aux droits de l'homme de l'UNESCO[1]
- 2002 : Hôte illustre (Huésped Ilustra) de la Cité de La Havane[1]
- 2004 : Prix pour la paix, l'amitié et la démocratie de l'Association de médecine de Diyarbakır[1]
- 2012 : Membre honoraire de l'Académie des sciences de Turquie The Science Academy Society of Turkey

### Monographies
- Schopenhauer ve Nietzsche'de İnsan Problemi, 1963
- (tr) İoanna Kuçuradi, Balkan ülkelerinde felsefe ve bugünkü dünyaya yapabileceği katkılar, Türkiye Felsefe Kurumu, 1982, 134 p.
- Jérôme Blindé, Ioanna Kuçuradi et Edgar Morin, Philosophie et droits humains, Paris, Unesco, 2004, 63 p. (SUDOC 167177966)
- (en) İoanna Kuçuradi, Human rights : concepts and problems, Zurich, coll. « Philosophy in international context », 2013, 213 p. (ISBN 978-3-643-90308-2, lire en ligne)

### Articles
- İoanna Kuçuradi, « « Rationalité » et « rationalités » dans le cadre du débat modernisme – post-modernisme », Diogène, vol. 2, no 202,‎ 2003, p. 21-20 (DOI 10.3917/dio.202.0012, lire en ligne , consulté le 10 octobre 2016)